# Monato
Monato —Mes, en esperanto— és una revista independent mensual publicada en esperanto per la Flandra Esperanto-Ligo, amb articles sobre política, cultura, ciència i altres temes. S'imprimeix a Bèlgica i té lectors a 65 països.
Monato va ser fundada l'any 1979 per Stefan Maul. El primer número aparegué el 15 de gener del 1980 i des de llavors n'apareix un cada mes. Monato és el successor de Semajno —Setmana, en esperanto—, revista que només publicà un número, el setembre de 1978.
Hi ha en total cinc versions de Monato. La més popular i principal és la versió en paper. Per als cecs es produeixen versions gravades en cintes, però no contenen tots els articles de la revista. Des del 2001 els subscriptors poden rebre tots els texts de Monato a través del correu electrònic, tant en format ASCII amb la ix, com en format XHTML en Unicode. El 2003 s'afegí una cinquena versió en format PDF.